# East Malling and Larkfield
East Malling and Larkfield är en civil parish i grevskapet Kent i sydöstra England. Den ligger i distriktet Tonbridge and Malling och utgörs av orterna East Malling och Larkfield. Civil parishen hade 14 644 invånare vid folkräkningen år 2021.